# Kia Shuma
Der Kia Shuma war ein Kompaktklasse-Automobil des Herstellers Kia Motors. Es gab ihn sowohl in einer Schrägheck- wie auch in einer Stufenheckversion.
Der Kia Shuma wurde im südkoreanischen Hwaseong in zwei Serien hergestellt:
- Shuma I; von Oktober 1997 bis Dezember 2001[1]
- Shuma II; von Mai 2001 bis August 2004[2]

Beide Serienversionen waren in unterschiedlichen Ausstattungs- und Motorisierungsvarianten erhältlich, jedoch gab es kaum technische Unterschiede, was durch das gleichbleibende interne Modellkürzel FB unterstrichen wird. Auch amerikanische Crashtests zeigen kaum Unterschiede zwischen beiden Modellen, der US-NCAP-Test maß sogar ein insgesamt besseres Ergebnis für den Shuma I. Optische Unterschiede bestanden vor allem in der Scheinwerferform und einem deutlich aufgewerteten und zudem besser gedämmten Innenraum. Die Basisausstattung des Shuma II lag etwas über der gehobenen des Vorgängers. Zusätzlich war er ab 2003 serienmäßig mit Teillederausstattung und etwa zeitgleich auch wahlweise mit zweifarbiger Volllederausstattung erhältlich.
Im Zuge einer umfangreichen Ausstattungs-Aufwertung im April 2003 wurde der 1,6l- gegen einen 1,8l-Motor getauscht und die Stufenheckversion in Deutschland nicht weiter angeboten. Diese wurde nach der Modelleinstellung 2004 durch IzhAvto in Lizenz weiter hergestellt. Nach einer schuldenbedingten Pause seit Mai 2009 soll die Produktion im August 2011 wiederaufgenommen werden.
Darüber hinaus war das Typenschild „Shuma“ nur am Heck des Shuma I vorhanden, am Shuma II gab es nur noch ein kleines Schild an der linken Seite der Kofferraumhaube. Technische Unterschiede bezogen sich in erster Linie auf die Motorisierung:

## Shuma I
Motorisierung
- 1,5-Liter-Ottomotor mit 65 kW/88 PS, DOHC 16V, Euro 2 (KIA BFD, entspricht großteils Mazda ZL-DE DOHC)[9][10]
- 1,8-Liter-Ottomotor mit 81 kW/110 PS, DOHC 16V, Euro 2 D3 (KIA T8D)[11], nur Schrägheck

## Shuma II
Motorisierung
- 1,6-Liter-Ottomotor mit 75 kW/102 PS, DOHC 16V, Euro 3 (KIA A6D, entspricht großteils Mazda B6 DOHC)[12], bis 2003
- 1,8-Liter-Ottomotor mit 84 kW/114 PS, DOHC 16V, Euro 3 (KIA T8D)[11], ab 2003 im Schrägheck

2004 wurde der Kia Shuma II in Deutschland durch den Hyundai-Elantra-basierten Kia Cerato abgelöst.
Der KIA T8D-Motor war eine Eigenentwicklung des Herstellers. Der (vermutlich einzige) Motor der T-Serie wurde erstmals 1995 im Kia Clarus angeboten. Sein D im Kürzel deutet auf die doppelte, obenliegende Nockenwelle (DOHC), während die 8 den Hubraum (1,8) beschrieb. Er wird durch einen Zahnriemen angetrieben, ist dabei jedoch der einzige Freiläufer im damaligen KIA-Programm. Er beschleunigte den Shuma I um drei Sekunden schneller binnen 10,5 s auf Tempo 100, beim Shuma II holte die Basismotorisierung um zwei Sekunden auf. Dem Motor wurden vom ADAC gute Fahrleistungen, leicht rauer Lauf und erheblich zu hoher Verbrauch (11,9L in der Stadt) attestiert. 1999 wurde eine Direkteinspritzerversion des Motors vorgestellt (T8D GDI), aufgrund der Insolvenz des Herstellers jedoch nicht mehr veröffentlicht. 2010 erscheinen die ersten GDI-Motoren im Hyundai/KIA-Motorenprogramm (vgl.).

## Bilder

### Shuma I
- Kia Shuma I

"Kia
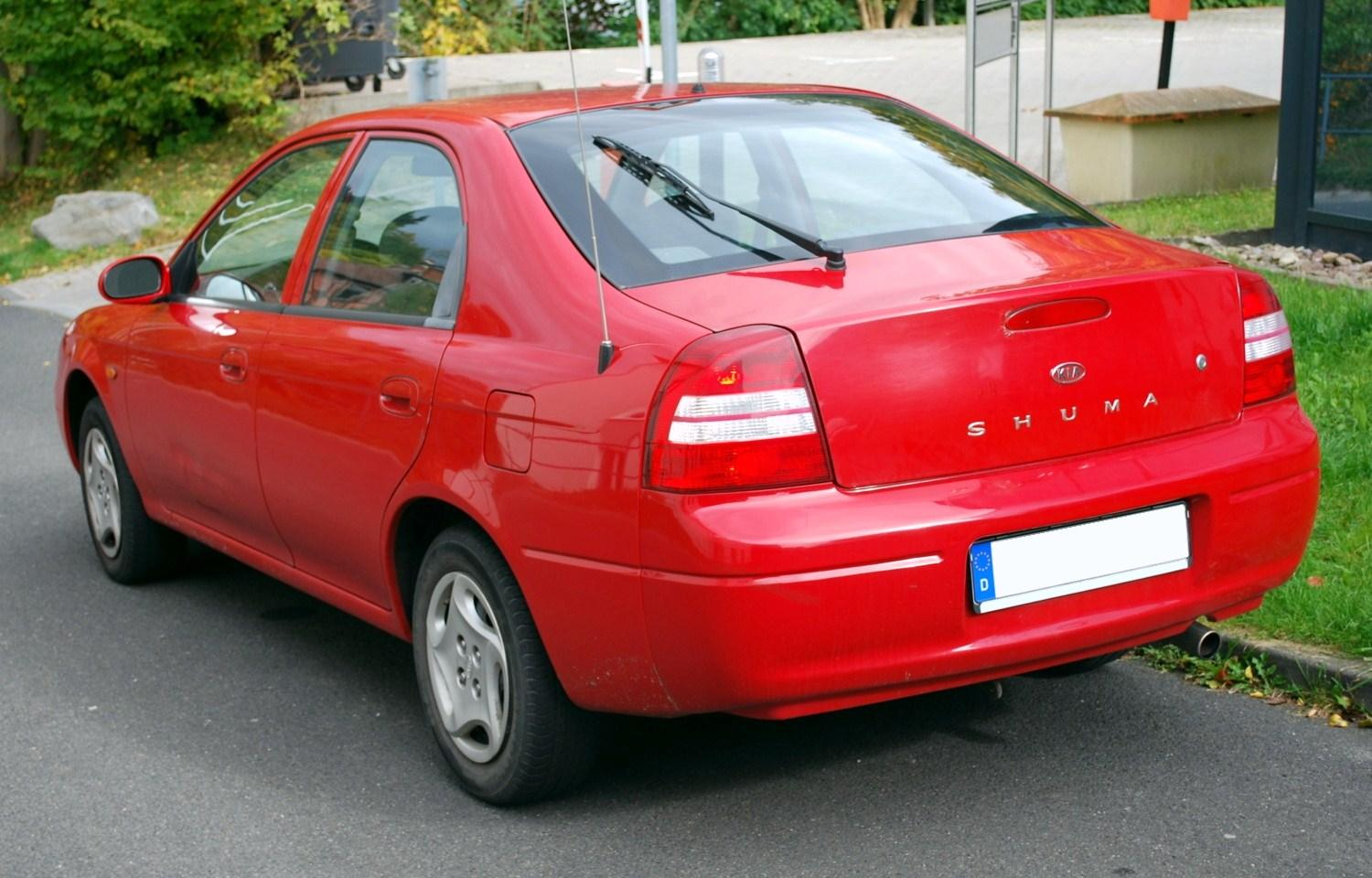
Rückansicht des Shuma I Schrägheck
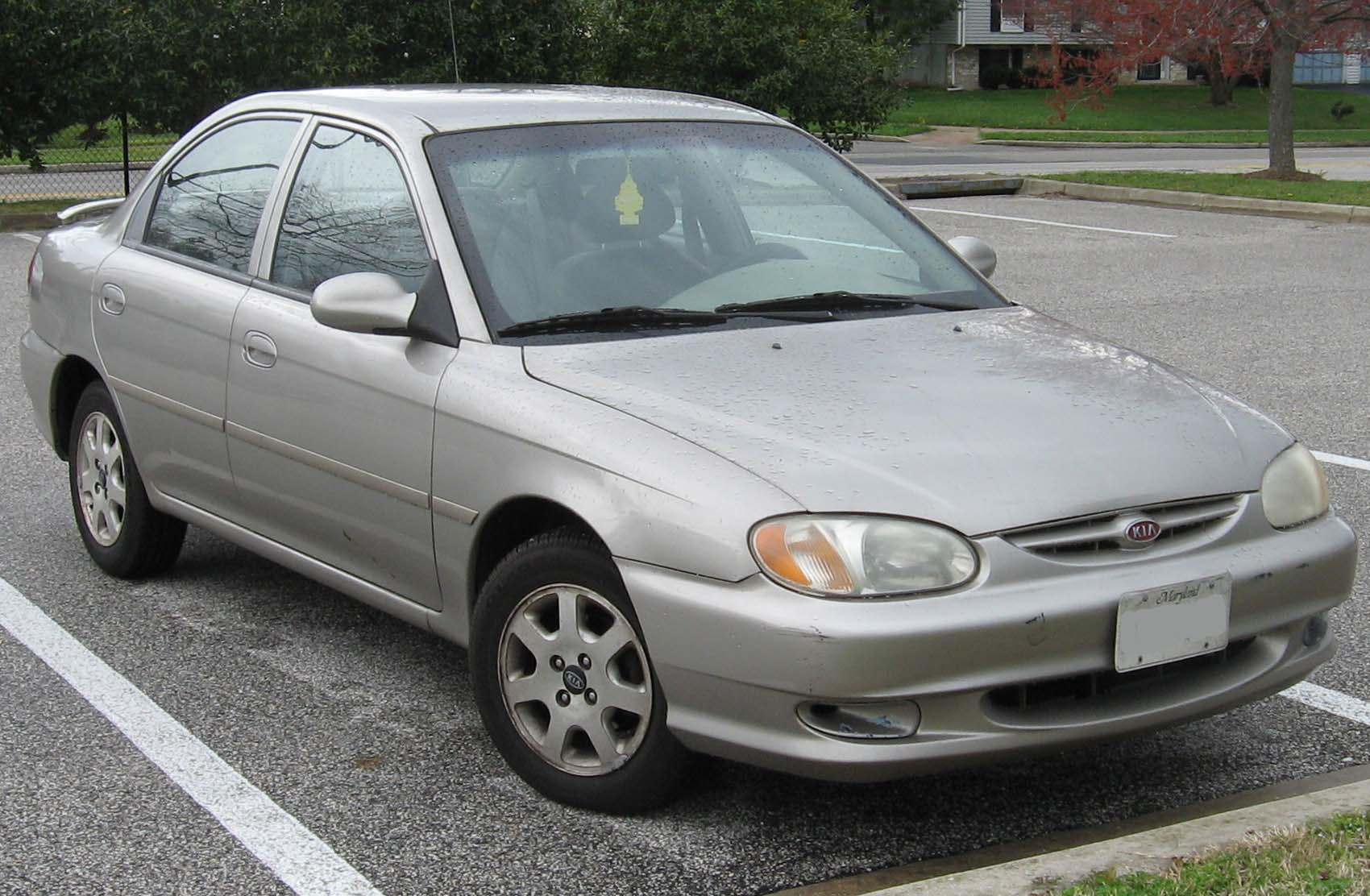
Kia Shuma I Stufenheck (1997–2001)
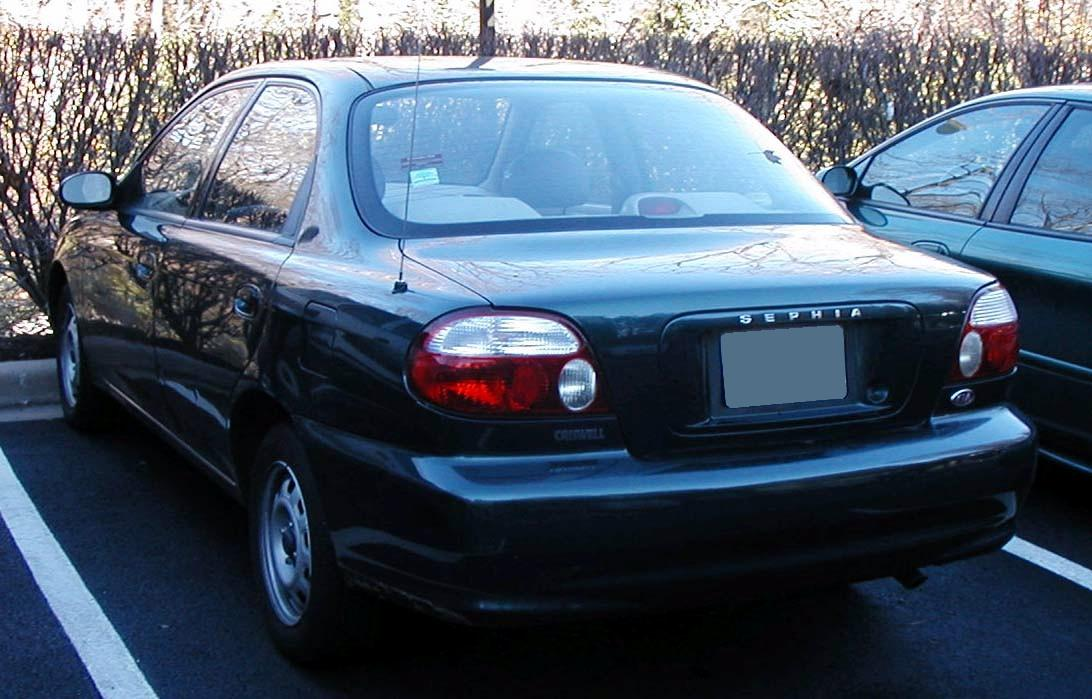
Rückansicht des Shuma I Stufenheck

### Shuma II

"Kia
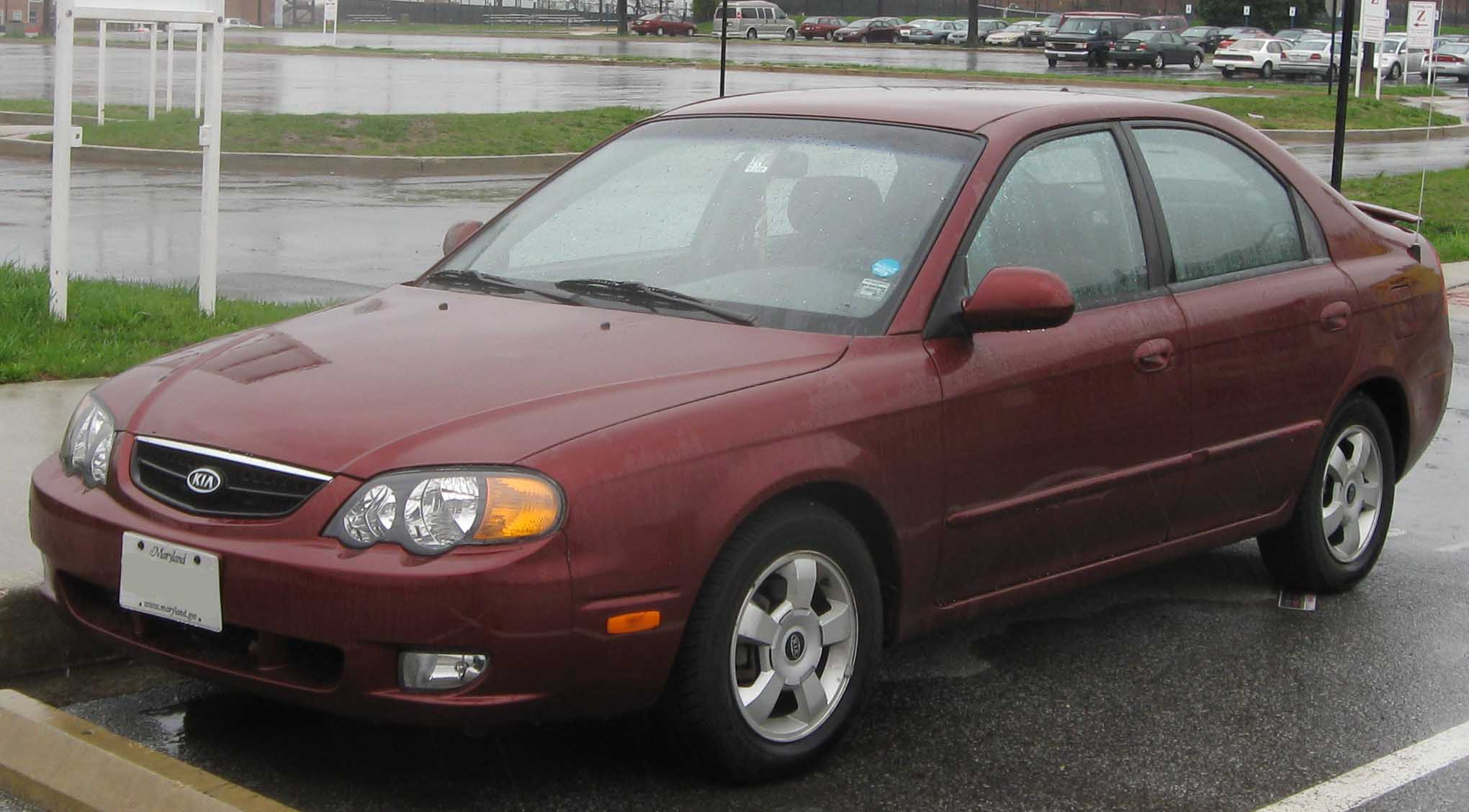
Kia Shuma II
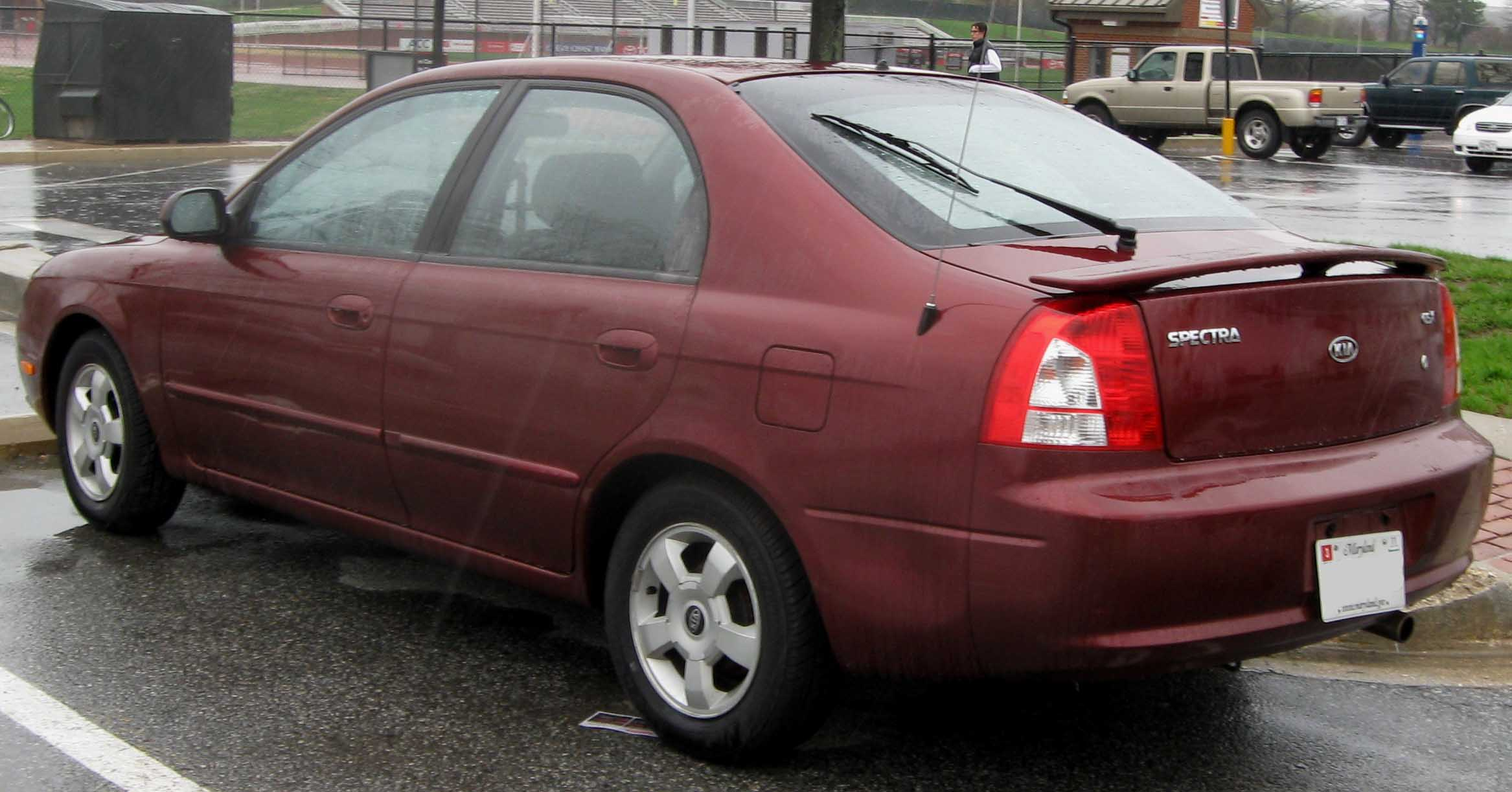
Kia Shuma II Schrägheck (2001–2004)
- Rückansicht des Shuma II Schrägheck
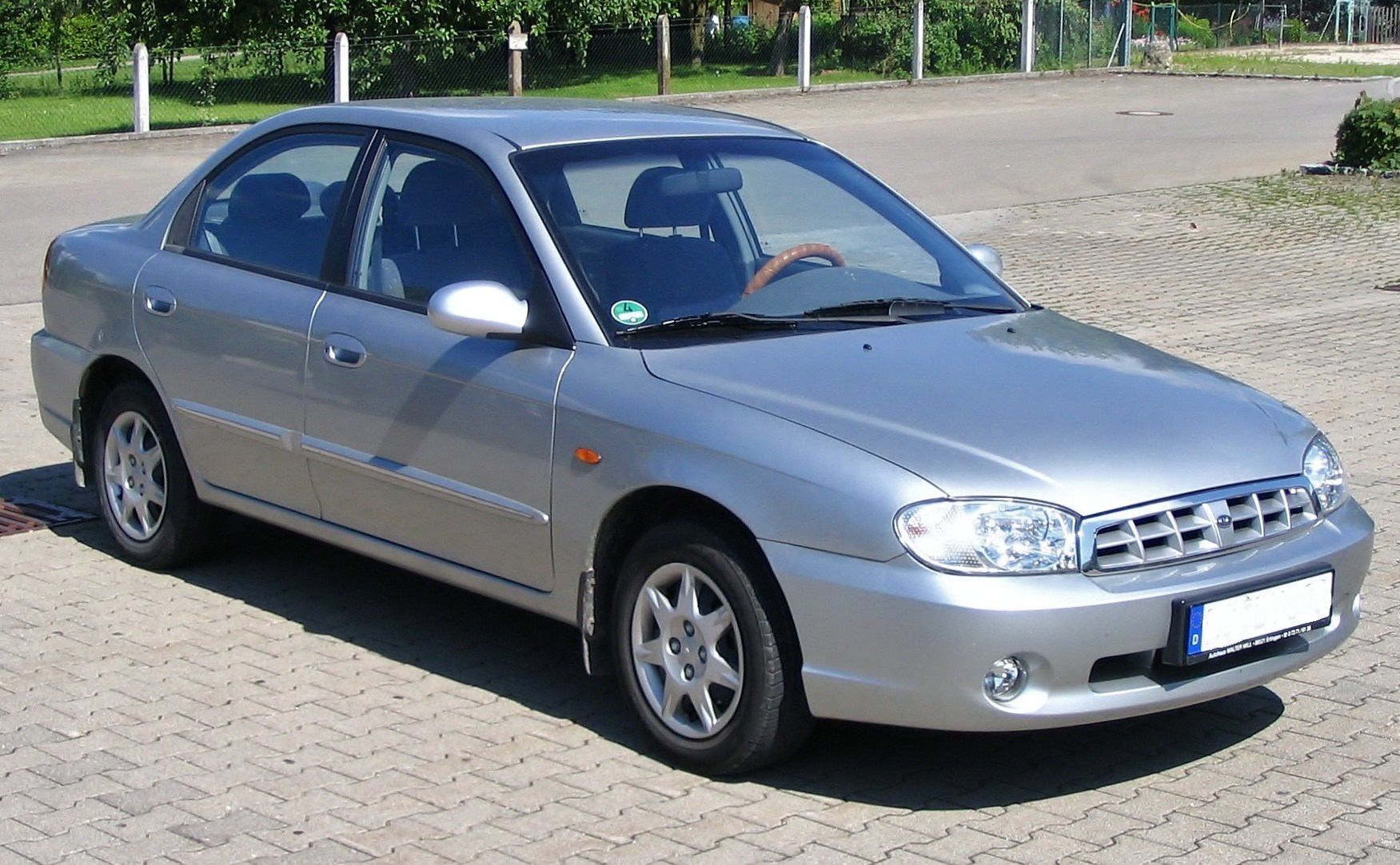
Kia Shuma II Stufenheck (2001–2002)
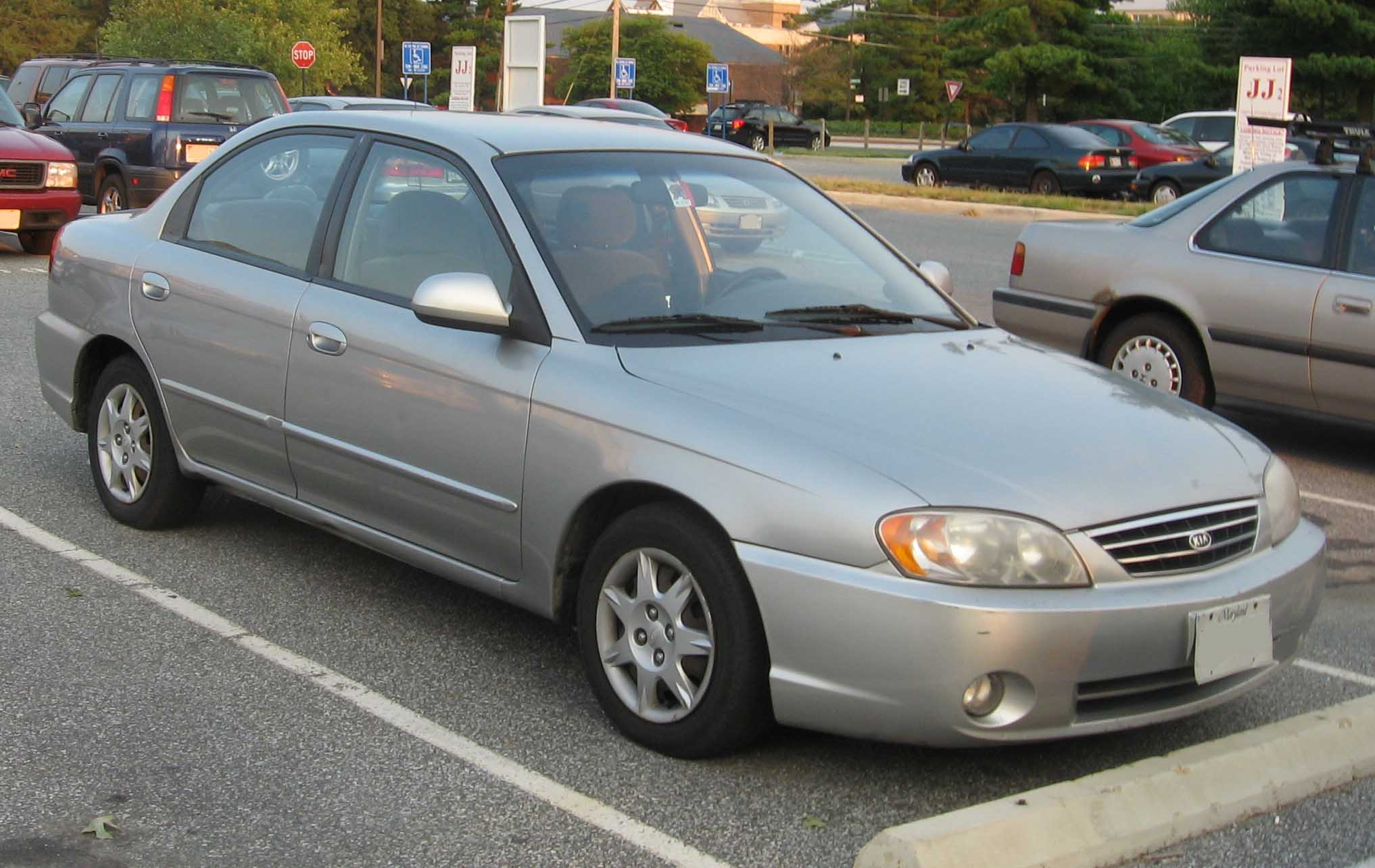
Kia Shuma II Stufenheck (US-Version, 2001–2004)